# Value Line
Value Line est une société de publications et de recherche indépendante sur les placements financiers basée à New York City, New York, aux États-Unis. La société a été fondée en 1931 par Arnold Bernhard.

## Historique de la société
Value Line a été constituée sous la forme d'une société en 1982, qui assume la succession de la quasi-totalité des opérations de Arnold Bernhard & Co.
Arnold Bernhard (1901 -1987) fils d'immigrants Européens, dont le père est venu de l'Allemagne et la mère, de Roumaniea commencé une carrière littéraire et a écrit plusieurs pièces de théâtre et des examens pour le New York Post et Times puis s'est lancé dans la finance, d'abord comme analyste chez Moody's Investor Service . Le Krach de Wall Street de 1929 a conduit à sa mise à pied de Moody's, mais il a conservé certains de ses clients, puis a commencé à développer sa méthode pour la sélection des titres qu'il a appelé la "Valeur de la Ligne". Il a été  un pionnier de par ses tentatives de normaliser la valeur de différentes entreprises.

## Méthodologie et approche statistique
La "Valeur de la Ligne" représente un multiple des flux de trésorerie qui permet un "ajustement" visuel, en le superposant à un graphique des cours de Bourse. Bernhard a été un pionnier de la tentative de normaliser la valeur de différentes entreprises et il commencé très tôt à publier son enquête sur l'investissement.
En 1946, Bernhard a embauché, en tant que correcteur, Samuel Eisenstadt, un brillanT jeune homme fraîchement sorti de l'Armée. Eisenstadt s'est spécialisé dans les statistiques. En 1965, Eisenstadt a convaincu Bernhard utiliser une méthode statistique appelée "Méthode des moindres carrés ordinaire", permettant d'ajuster un nuage de points selon une relation linéaire, pour remplacer la méthode visuelle d'ajustement des flux de trésorerie à un graphique des cours. Bernhard et Eisenstadt ont ainsi produit un système de sélection des actions qui a eu tellement de succès qu'il a attiré l'attention du célèbre académicien Fischer Black, de l'Université de Chicago. 
La Société "Value Line" produit depuis des publications périodiques à travers sa filiale en propriété exclusive, "Value Line Publishing LLC ("VLP"), sur des formats imprimés et électroniques. VLP fournit également des bases de données financières, des logiciels d'analyse, destinés à des investisseurs particuliers et institutionnels. Elle est propriétaire de l'agence de publicité Vanderbilt.